# Argillana albistriga
Argillana albistriga är en fjärilsart som beskrevs av George Thomas Bethune-Baker 1908. Argillana albistriga ingår i släktet Argillana och familjen nattflyn. Inga underarter finns listade i Catalogue of Life.